# Правило Корню
Правило Корню (рос. правило Корню, англ. Cornu’s rule, нім. Cornussche Regel f) — у мінералогії — правило, яке пояснює послідовність утворення цеолітів у зворотній залежності між вмістом води і температурними умовами. У природі часто спостерігаються відхилення від цього правила.